# Body Roundness Index
Der Body Roundness Index (BRI), übersetzt Körper-Rundlichkeits-Index, nutzt den Taillenumfang und die Körpergröße, um den Bauchfettanteil am menschlichen Körper abzuschätzen. Er ist ein effektiver Parameter zur Abschätzung von Adipositas.
Er soll ein besserer Indikator für die Gesundheit als der Body-Mass-Index sein, da er den Anteil des physiologisch besonders schädlichen Bauchfettes abschätzt und einbezieht. Er nutzt dazu die gleichen Eingangsgrößen wie das Waist-to-Height-Ratio, allerdings ist die Berechnung etwas komplizierter. 
Die Berechnungsformel für den BRI lautet: 
{\displaystyle {\text{BRI}}=364.2-365.5{\sqrt {1-{\Big (}{\frac {\text{Taillenumfang}}{\;\;\;\;\pi \;\;\;\;\;\times \;\;\;\;\;\,{\text{Groesse}}}}{\Big )}^{2}}}}
In verschiedenen Studien hat sich der BRI als effektiver Vorhersageparameter erwiesen. Ein erhöhter BRI ist Risikofaktor für eine Hyperurikämie, für die Mortalität bei metabolisch bedingter Fettleber (MAFLD), für das Risiko einer chronischen Nierenkrankheit bei Fettleibigen, für Krebs, für Insulinresistenz, Bluthochdruck, für das Schlafapnoe-Syndrom und für Unfruchtbarkeit bei Frauen. Darüber hinaus korreliert der BRI negativ mit der kognitiven Leistungsfähigkeit. In einer iranischen Studie zum Risiko einer Herzerkrankung hatte der BRI nur bei Frauen einen gewissen Vorhersagewert, war anderen Indizes aber unterlegen.